# Torre d’Isola
Torre d’Isola – miejscowość i gmina we Włoszech, w regionie Lombardia, w prowincji Pawia.
Według danych na rok 2004 gminę zamieszkiwało 1857 osób, 116,1 os./km².